# 金花树
金花树（学名：Blastus dunnianus）为野牡丹科柏拉木属下的一个种。

## 扩展阅读
- 維基物種上的相關：金花树